# Azad Çelik
Azad Çelik (* 14. Juli 1987 in Derik), auch unter Erdal Çelik auftretend, ist ein deutscher Schauspieler türkisch-kurdischer Abstammung.
Çelik spielte 2006 die Hauptrolle in Yılmaz Arslans Brudermord, für die er auf dem Festival Rabat in Marokko als bester Schauspieler ausgezeichnet wurde. Er hatte auch einen kurzen Auftritt als türkischer Klischee-Jugendlicher in dem Erfolgsfilm Vollidiot (2007). Für das Fernsehen spielte Çelik u. a. in der umstrittenen Tatort-Folge Wem Ehre gebührt (2007).